# Локетек, Юзеф
Юзеф Локетек (пол. Józef Łokietek; 15 февраля 1890, Томашув-Мазовецкий — 1941), он же Юдель Дан Локець — польский революционер-социалист еврейского происхождения, боевик ППС, видный деятель ППС—Прежней революционной фракции. Участник революции 1905—1907 и польско-советской войны. Активный сторонник Юзефа Пилсудского и Раймунда Яворовского. Комендант партийной Рабочей милиции. Был известен также как криминальный авторитет. В сентябре 1939 участвовал в обороне Варшавы от немецких войск, при нацистской оккупации — в подпольном Сопротивлении. Был арестован и погиб в гестапо.

## «Доктор»-социалист
Родился в семье небогатого еврейского коммерсанта-швейника Хаима Локеця, бывшего кузнеца из Томашува-Мазовецкого. При рождении получил имя Юдель Дан. Учился в иудейской религиозной школе. Подобно трём своим братьям, рано проникся левыми идеями. Отличался авантюрным характером и склонностью к физическим столкновениям.
В 15-летнем возрасте помог скрыться от преследования двум боевикам ППС, ворвавшимся в хедер. Ушёл в месте с ними в Лодзь (в родном городе был распространён слух о гибели Юделя Дана). Вступил в боевую организацию польских социалистов. Отказался от иудаизма, принял польское имя Юзеф Локетек.
Из конспиративных соображений в 1906 Юзеф Локетек перебрался в Швейцарию. Выполнял роль связного между заграничными и польскими организациями ППС. Состоял в Стрелецком союзе, носил партийный псевдоним Доктор.
Изучал химию и фармацевтику, стал ассистентом кафедры химии в Университете Женевы. Женился на дочери профессора Августа Бертье, получил гражданство Швейцарии.

## Комендант партийной милиции
После провозглашения независимости Польши в 1918 Юзеф Локетек вернулся на родину. Поступил на службу в Министерство иностранных дел. Имел офицерское звание. В 1920 участвовал в польско-советской войне. Играл видную роль в Рабочем комитете обороны Варшавы, проявил большие организаторские способности. В 1921 организовывал помощь антигерманскому восстанию поляков в Силезии.
После демобилизации работал фармацевтом. Одновременно был одним из руководителей Варшавского комитета ППС. Курировал партийные силовые структуры. С 1921 Юзеф Локетек — комендант Рабочей милиции ППС. Комплектовалась милиция из криминальной и околокриминальной молодёжи, предпочтение отдавалось парням авантюрного характера, желательно социалистических, патриотических и антикоммунистических убеждений.
Юзеф Локетек был преданным сторонником Юзефа Пилсудского, верным соратником Раймунда Яворовского, убеждённым антикоммунистом и непримиримым врагом правых консерваторов. Его боевики провели ряд успешных силовых акций против коммунистов и эндеков. 11 декабря 1922 они отбили нескольких членов ППС, захваченных эндеками в заложники. Ежегодно в первомайский праздник Рабочая милиция совершала нападения на коммунистов при личном участии коменданта.
В 1926 Локетек активно поддержал Майский переворот Пилсудского. Отряды Рабочей милиции сыграли заметную роль во взятии столицы пилсудчиками. 1 мая 1928 милиция Локетека атаковала коммунистическую демонстрацию, применив огнестрельное оружие.
В то же время противники Локетека обвиняли его не только в политическом насилии, но и аморальном образе жизни, склонности к пьяному разгулу. Обычным местом «оргий» являлся знаменитый варшавский бар U Grubego Joska. В окружении Локетека были введены церемониальные ритуалы верности: при его входе в помещение все должны были вставать и петь гимн Первой бригады Польских легионов (невыполнение приводило к физическим наказаниям).

## Партийный и профсоюзный вожак
В 1928, при расколе ППС на сторонников и противников Пилсудского, Локетек решительно поддержал первых. Он одним из первых вступил в созданную социалистами-пилсудчиками ППС—Прежнюю революционную фракцию Яворовского. Входил в состав партийного руководства. В ноябре 1928 съезд партии утвердил Локетека на посту главного коменданта партийной милиции. На следующий год Локетек возглавил профсоюз работников речного транспорта в структуре Центрального объединения классовых профсоюзов.
При этом Локетек сохранял хорошие отношения с кругом ближайших соратников Пилсудского и вне партии Яворовского. 13 сентября 1929 он участвовал в учреждении организации ветеранов Боевой организации ППС. Входил в руководство ветеранской группы, наряду с Александрой Пилсудской, Валерием Славеком, Александром Пристором.

## Гангстер «Раввин»
Во главе профсоюза речников Локетек организовал структуру мафиозного типа. Рабочая милиция активно использовалась в конкуренции и решении вопросов с работодателями, устанавливала расценки на рынке труда. Локетек поддерживал тесную деловую связь с крупнейшим криминальным авторитетом Варшавы Лукашем Семёнтковским по прозвищу Tata Tasiemka — также членом партии Яворовского, бывшим разведчиком Первой бригады, служившим в одном подразделении с женой Раймунда Яворовского Констанцией. ОПГ Семёнтковского совместно с Рабочей милицией Локетека установила контроль над крупнейшим рынком Варшавы — Керцеляком. Часть рэкетирских доходов поступала в распоряжение партии.
15 мая 1930 Локетек был арестован по подозрению в покушении на убийство, но освобождён из-за нехватки доказательств. В 1932 он был привлечён к суду за избиение носильщиков, конкурировавших с членами профсоюза. 2 декабря 1932 приговорён к году тюрьмы, отбывал вместе с Семёнтковским. Через шесть месяцев вышел по амнистии. В уголовной среде Юзеф Локетек был известен под кличками Раввин и Ребе.
Деятельность Локетека была подробно описана в нескольких номерах журнала Głos Stolicy. Цикл статей в сентябре-декабре 1932 назывался «Безнаказанные бандиты столицы. Повесть о варшавских ужасах и преступлениях».

## Арест и гибель
В сентябре 1939 Юзеф Локетек участвовал в обороне Варшавы от немецких войск. После оккупации воспользовался статусом гражданина Швейцарии и открыл уличное кафе (лицензия была получена на имя жены). При этом Локетек поддерживал тайную связь с подпольем, участвовал в спасении евреев.
Осенью 1940 Локетек был арестован гестапо. Шесть недель спустя ему удалось освободиться, но весной 1941 он снова был замечен в связях с подпольем, вторично арестован и заключён в тюрьму Павяк. Вновь был выпущен, но в конце 1941 арестован в третий раз, разоблачён как подпольщик и подвергнут жестоким пыткам (в записке, переданной на волю, Локетек просил передать ему яд).
После серии допросов Юзеф Локетек погиб в гестапо. Обстоятельства его смерти остались неизвестны, как и место захоронения.

## Семья и личность
Юзеф Локетек был дважды женат. С дочерью Августа Бертье пришлось развестись — она не выдержала условий жизни и особенностей характера мужа. Вторая жена Элена была активной партийной соратницей, занималась организационной бухгалтерией. В браке супруги имели сына — внебрачного ребёнка Юзефа, усыновлённого Эленой.
Братья Юделя Дана Локеця — Мотель, Херш и Ицик — были активистами профсоюза текстильщиков. Мотель Локець — был репрессирован нацистами как сочувствующий коммунистам.
По внешнему имиджу и складу характера Юзеф Локетек описывается как человек высокого роста, массивный, бритоголовый, немногословный, спокойный и сдержанный — но при этом жестокий, опасный, беспощадный и к тому же алкозависимый. Наводил страх на окружающих, особенно в состоянии опьянения, когда утрачивал всякий самоконтроль, вплоть до беспричинной стрельбы по люстрам в домах терпимости. Постоянно практиковал рукоприкладство, даже в отношении Элены. Строго следил за соблюдением соратниками ритуалов верности себе. Увлечением Юзефа Локетека было разведение домашних птиц.